# 2013-as vívó-világbajnokság
A 2013-as vívó-világbajnokságot augusztus 5. és 12. között rendezték meg Budapesten, Magyarországon. Összesen tizenkét számban avattak világbajnokot.

## Eseménynaptár

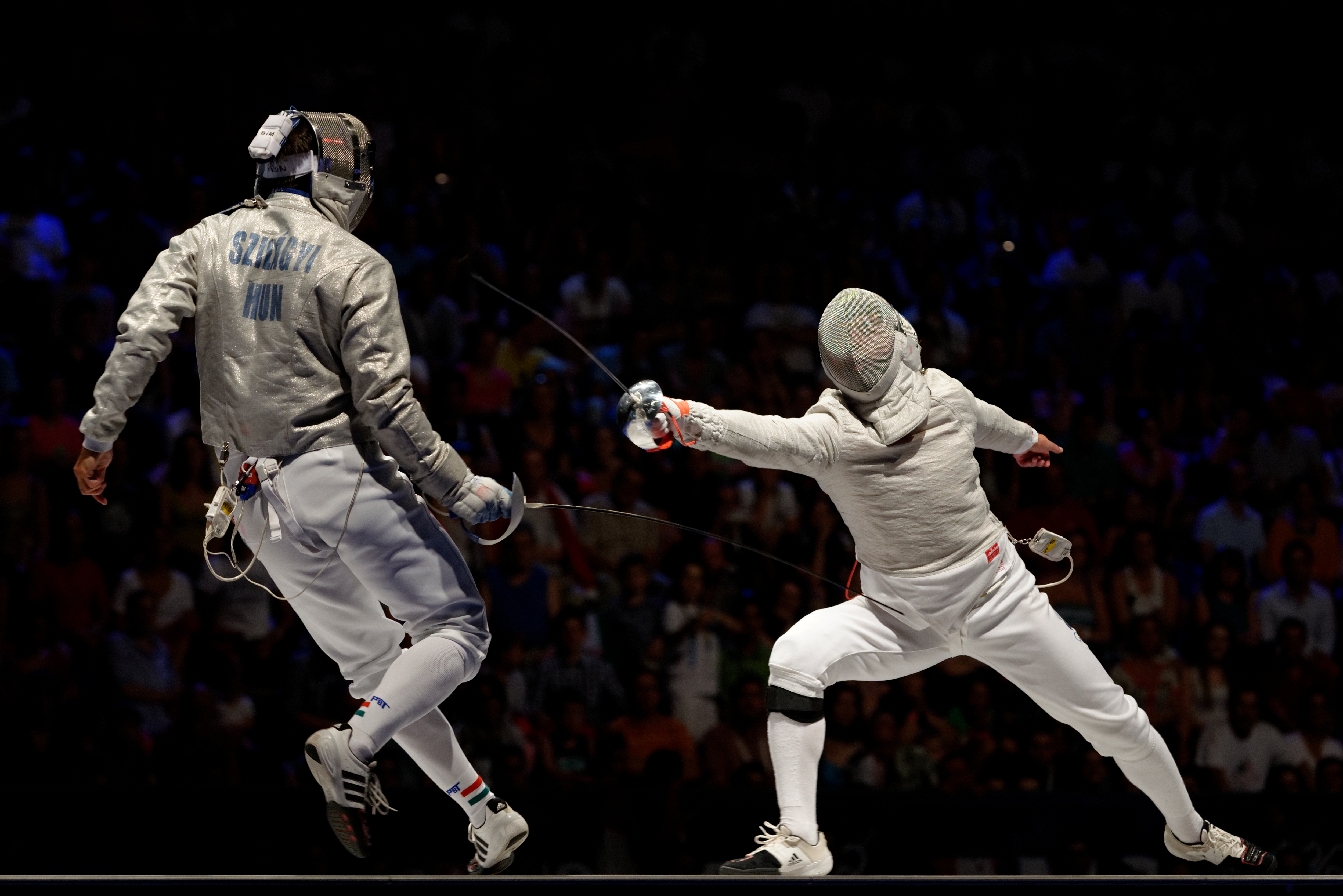
A magyar Szilágyi Áron (balra) az orosz Nyikolaj Kovaljov ellen küzd az egyéni kardvívás elődöntőjében

| ● | Nyitóünnepség | ● | Selejtezők | ● | Döntők | ● | Záróünnepség | F | Férfi mérkőzések | N | Női mérkőzések |

| Aug.             | 5 | 6 | 7 | 8   | 9 | 10 | 11  | 12 | Ö  |
| ---------------- | - | - | - | --- | - | -- | --- | -- | -- |
| Ünnepségek       | ● |   |   |     |   |    |     | ●  |    |
| Párbajtőr egyéni | N | F |   | F/N |   |    |     |    | 2  |
| Párbajtőr csapat |   |   |   |     |   |    | F/N |    | 2  |
| Tőr egyéni       | N | F | N |     | F |    |     |    | 2  |
| Tőr csapat       |   |   |   |     |   | N  |     | F  | 2  |
| Kard egyéni      | F | N | F |     | N |    |     |    | 2  |
| Kard csapat      |   |   |   |     |   | F  |     | N  | 2  |
| Döntők           | 0 | 0 | 2 | 2   | 2 | 2  | 2   | 2  | 12 |

## Éremtáblázat

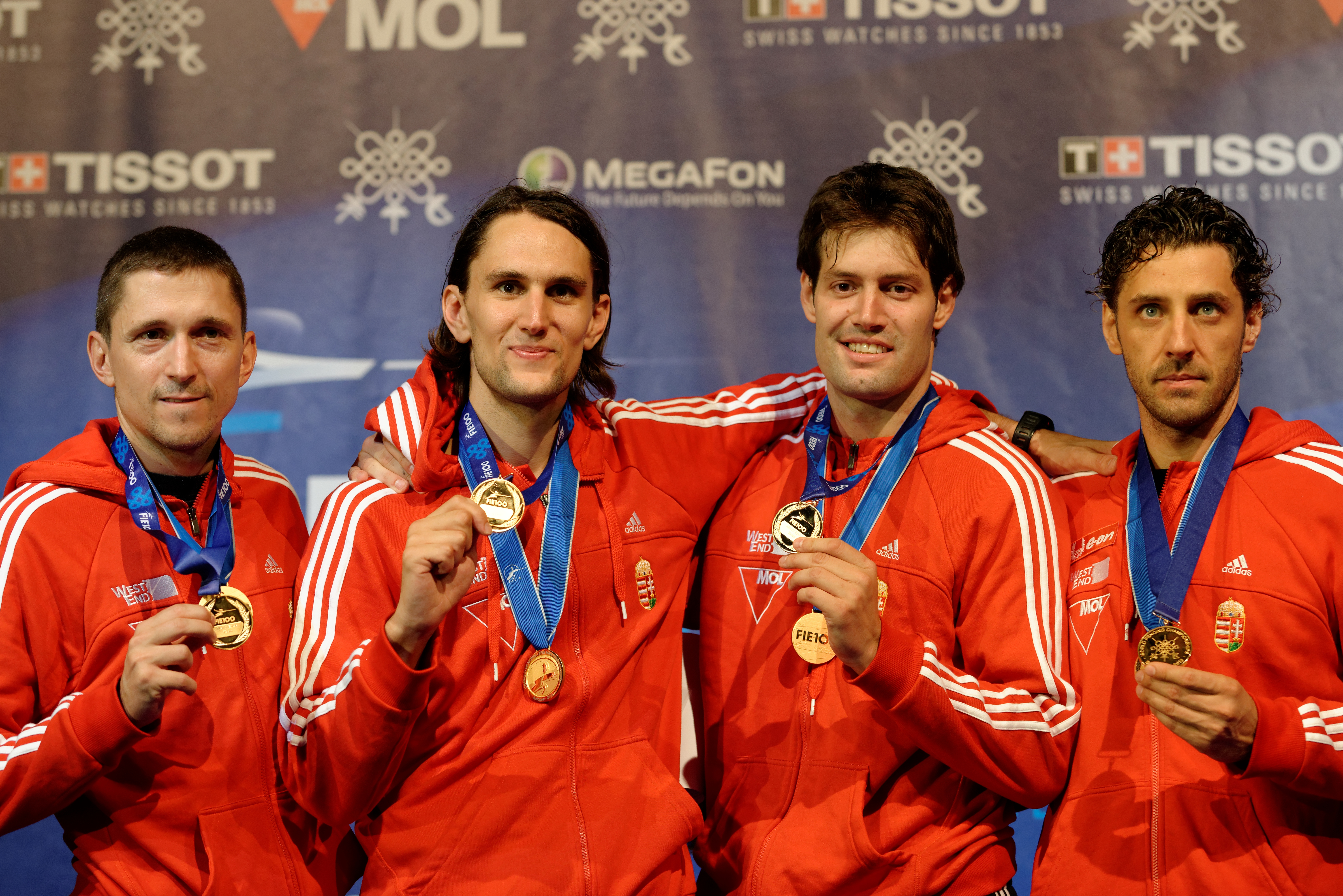
Az aranyérmes magyar férfi párbajtőr-válogatott (balról: Imre, Rédli, Szényi, Boczkó) a csapatverseny eredményhirdetésén

*   Magyarország
| Helyezés | Nemzet           | Arany | Ezüst | Bronz | Összesen |
| 1.       | Oroszország      | 3     | 5     | 3     | 11       |
| 2.       | Olaszország      | 3     | 0     | 3     | 6        |
| 3.       | Ukrajna          | 2     | 1     | 1     | 4        |
| 4.       | Észtország       | 2     | 0     | 0     | 2        |
| 5.       | Egyesült Államok | 1     | 1     | 1     | 3        |
| 6.       | Magyarország     | 1     | 0     | 2     | 3        |
| 7.       | Franciaország    | 0     | 1     | 2     | 3        |
| 7.       | Románia          | 0     | 1     | 2     | 3        |
| 9.       | Németország      | 0     | 1     | 1     | 2        |
| 10.      | Kína             | 0     | 1     | 0     | 1        |
| 10.      | Venezuela        | 0     | 1     | 0     | 1        |
| 12.      | Dél-Korea        | 0     | 0     | 2     | 2        |
| 13.      | Svájc            | 0     | 0     | 1     | 1        |
| Összesen | Összesen         | 12    | 12    | 18    | 42       |

## Eredmények

### Férfi
| Versenyszám                           | Arany                                                                                          | Ezüst                                                                                          | Bronz                                                                              |
| ------------------------------------- | ---------------------------------------------------------------------------------------------- | ---------------------------------------------------------------------------------------------- | ---------------------------------------------------------------------------------- |
| Párbajtőr egyéni Döntő: augusztus 8.  | Nikolai Novosjolov · Észtország                                                                | Rubén Limardo · Venezuela                                                                      | Fabian Kauter · Svájc                                                              |
| Párbajtőr egyéni Döntő: augusztus 8.  | Nikolai Novosjolov · Észtország                                                                | Rubén Limardo · Venezuela                                                                      | Pavel Szuhov · Oroszország                                                         |
| Párbajtőr csapat Döntő: augusztus 11. | Magyarország · Imre Géza · Boczkó Gábor · Rédli András · Szényi Péter                          | Ukrajna · Anatolij Herej · Dmitro Karjucsenko · Vitalij Medvegyev · Bohdan Nyikisin            | Franciaország · Alexandre Blaszyck · Daniel Jérent · Ulrich Robeiri · Iván Trevejo |
| Tőr egyéni Döntő: augusztus 9.        | Miles Chamley-Watson · Egyesült Államok                                                        | Artur Ahmathuzin · Oroszország                                                                 | Rosztiszlav Hercik · Ukrajna                                                       |
| Tőr egyéni Döntő: augusztus 9.        | Miles Chamley-Watson · Egyesült Államok                                                        | Artur Ahmathuzin · Oroszország                                                                 | Valerio Aspromonte · Olaszország                                                   |
| Tőr csapat Döntő: augusztus 12.       | Olaszország · Valerio Aspromonte · Giorgio Avola · Andrea Baldini · Andrea Cassarà             | Egyesült Államok · Miles Chamley-Watson · Race Imboden · Alexander Massialas · Gerek Meinhardt | Franciaország · Jérémy Cadot · Erwann Le Péchoux · Enzo Lefort · Marcel Marcilloux |
| Kard egyéni Döntő: augusztus 8.       | Venyiamin Resetnyikov · Oroszország                                                            | Nyikolaj Kovaljov · Oroszország                                                                | Tiberiu Dolniceanu · Románia                                                       |
| Kard egyéni Döntő: augusztus 8.       | Venyiamin Resetnyikov · Oroszország                                                            | Nyikolaj Kovaljov · Oroszország                                                                | Szilágyi Áron · Magyarország                                                       |
| Kard csapat Döntő: augusztus 10.      | Oroszország · Kamil Ibragimov · Nyikolaj Kovaljov · Venyiamin Resetnyikov · Alekszej Jakimenko | Románia · Alin Badea · Tiberiu Dolniceanu · Ciprian Gălățanu · Iulian Teodosiu                 | Dél-Korea · Ku Bongil · Kim Dzsonghvan · O Unszok · Von Dzsunho                    |

### Női
| Versenyszám                           | Arany                                                                                 | Ezüst                                                                                        | Bronz                                                                                          |
| ------------------------------------- | ------------------------------------------------------------------------------------- | -------------------------------------------------------------------------------------------- | ---------------------------------------------------------------------------------------------- |
| Párbajtőr egyéni Döntő: augusztus 8.  | Julia Beljajeva · Észtország                                                          | Anna Szivkova · Oroszország                                                                  | Szász Emese · Magyarország                                                                     |
| Párbajtőr egyéni Döntő: augusztus 8.  | Julia Beljajeva · Észtország                                                          | Anna Szivkova · Oroszország                                                                  | Britta Heidemann · Németország                                                                 |
| Párbajtőr csapat Döntő: augusztus 11. | Oroszország · Tatyjana Andrjusina · Violetta Kolobova · Anna Szivkova · Jana Zvereva  | Kína · Hou Yingming · Luo Xiaojuan · Sun Yiwen · Xu Anqi                                     | Románia · Ana Maria Brânză · Simona Pop · Raluca Sbarcia · Maria Udrea                         |
| Tőr egyéni Döntő: augusztus 7.        | Arianna Errigo · Olaszország                                                          | Carolin Golubytskyi · Németország                                                            | Elisa Di Francisca · Olaszország                                                               |
| Tőr egyéni Döntő: augusztus 7.        | Arianna Errigo · Olaszország                                                          | Carolin Golubytskyi · Németország                                                            | Inna Gyeriglazova · Oroszország                                                                |
| Tőr csapat Döntő: augusztus 10.       | Olaszország · Elisa Di Francisca · Carolina Erba · Arianna Errigo · Valentina Vezzali | Franciaország · Anita Blaze · Astrid Guyart · Corinne Maitrejean · Ysaora Thibus             | Oroszország · Julija Birjukova · Inna Gyeriglazova · Larisza Korobejnyikova · Gyiana Jakovleva |
| Kard egyéni Döntő: augusztus 9.       | Olha Harlan · Ukrajna                                                                 | Jekatyerina Gyjacsenko · Oroszország                                                         | Kim Dzsijon · Dél-Korea                                                                        |
| Kard egyéni Döntő: augusztus 9.       | Olha Harlan · Ukrajna                                                                 | Jekatyerina Gyjacsenko · Oroszország                                                         | Irene Vecchi · Olaszország                                                                     |
| Kard csapat Döntő: augusztus 12.      | Ukrajna · Olha Harlan · Alina Komascsuk · Halina Pundik · Olena Voronyina             | Oroszország · Jekatyerina Gyjacsenko · Jana Jegorjan · Gyina Galiakbarova · Julija Gavrilova | Egyesült Államok · Ibtihaj Muhammad · Anne-Elizabeth Stone · Dagmara Wozniak · Mariel Zagunis  |